# Mark Turner (hudebník)
Mark Turner (* 10. listopadu 1965) je americký jazzový saxofonista. Během studií na střední škole hrál na klarinet; později studoval na kalifornské státní universitě v Long Beach a v roce 1990 úspěšně vystudoval Berklee College of Music. Poté, co pracoval jako studiový hudebník pro vydavatelství Tower Records, začal spolupracovat s klavíristou Bradem Mehldauem. První album pod svým jménem nazvané Yam Yam vydal v roce 1995. Spolu s bubeníkem Jeffem Ballardem a kontrabasistou Larrym Grenadierem působí ve skupině Fly, která své první album vydala v roce 2004. Během své kariéry spolupracoval s mnoha dalšími hudebníky, mezi které patří Lee Konitz, Joshua Redman, Kurt Rosenwinkel, Billy Hart nebo Enrico Rava.